# Maschwanden
Maschwanden – miejscowość i gmina (Politische Gemeinde) w północnej Szwajcarii, w kantonie Zurych, w okręgu (Bezirk) Affoltern.

## Demografia
W Maschwanden mieszkają 644 osoby. W 2021 roku 12,3% populacji gminy stanowiły osoby urodzone poza Szwajcarią.